# Rutilio Grande
Rutilio Grande, SJ (5. července 1928, El Paisnal – 12. března 1977, Aguilares) byl salvadorský římskokatolický kněz, člen jezuitského řádu zavražděný během salvadorské občanské války. Katolická církev jej uctívá jako blahoslaveného mučedníka.

## Život

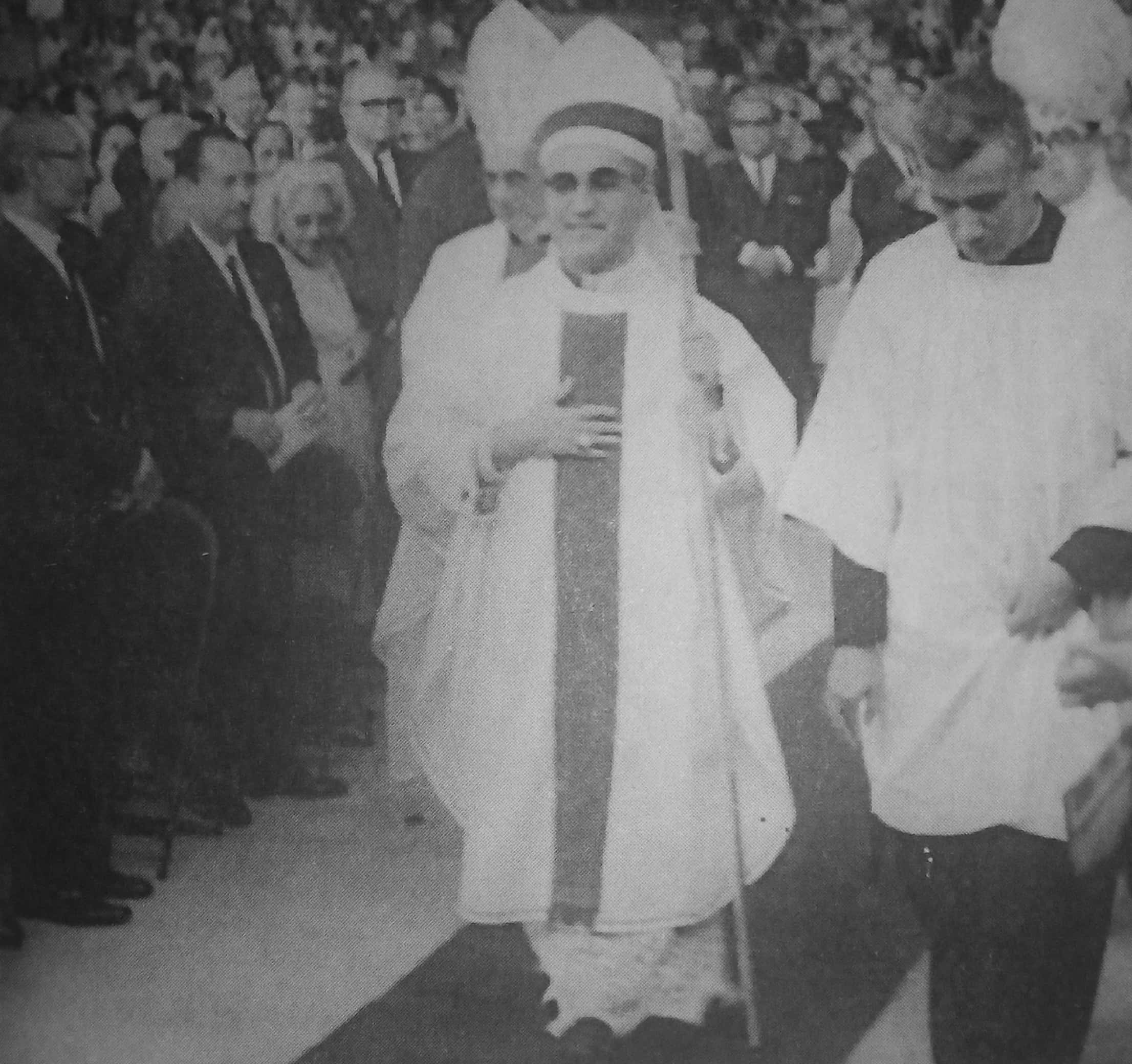
Bl. Rutilio Grande (vpravo) spolu se sv. Óscarem Romerem

Narodil se dne 5. července 1928 v obci El Paisnal rodičům Salvadoru Grande a Cristině García. V dětství se o něj starala babička. Roku 1941 vstoupil do kněžského semináře a o čtyři roky později, roku 1945 vstoupil do noviciátu Tovaryšstva Ježíšova. Po skončení noviciátu složil dne 24. září 1947 své řeholní sliby. Po studiích v Ekvádoru, kde roku 1950 získal bakalářský titul byl poslán na rok jako učitel do Panamy. Poté byl roku 1953 poslán do Španělska, kde pokračoval ve studiích teologie. Dne 30. července 1959 jej biskup Demetrio Mansilla Reoyo ve městě Oña vysvětil na kněze. Mezi lety 1962–1964 studoval na Lumen Vitae v Bruselu. Po návratu Salvadoru byl jmenován lektorem semináře v San Salvadoru, kde později zastával i vyšší funkce. Od roku 1972 pracoval ve farnostech, kde byl oblíben díky své péči o chudé. Po rozpoutání salvadorské občanské války odsuzoval násilí na nevinných obětech.
Dne 12. března 1977 se doprovázen laiky bl. Manuelem Solórzano, bl. Nelsonem Rutilio Lemus a třemi dětmi vracel z bohoslužby, v nedaleké obci. V Aguilares potkali skupinu ozbrojených mužů, kteří po nich začali střílet. Všichni byli až na děti, které se podařilo zachránit zabiti na místě.

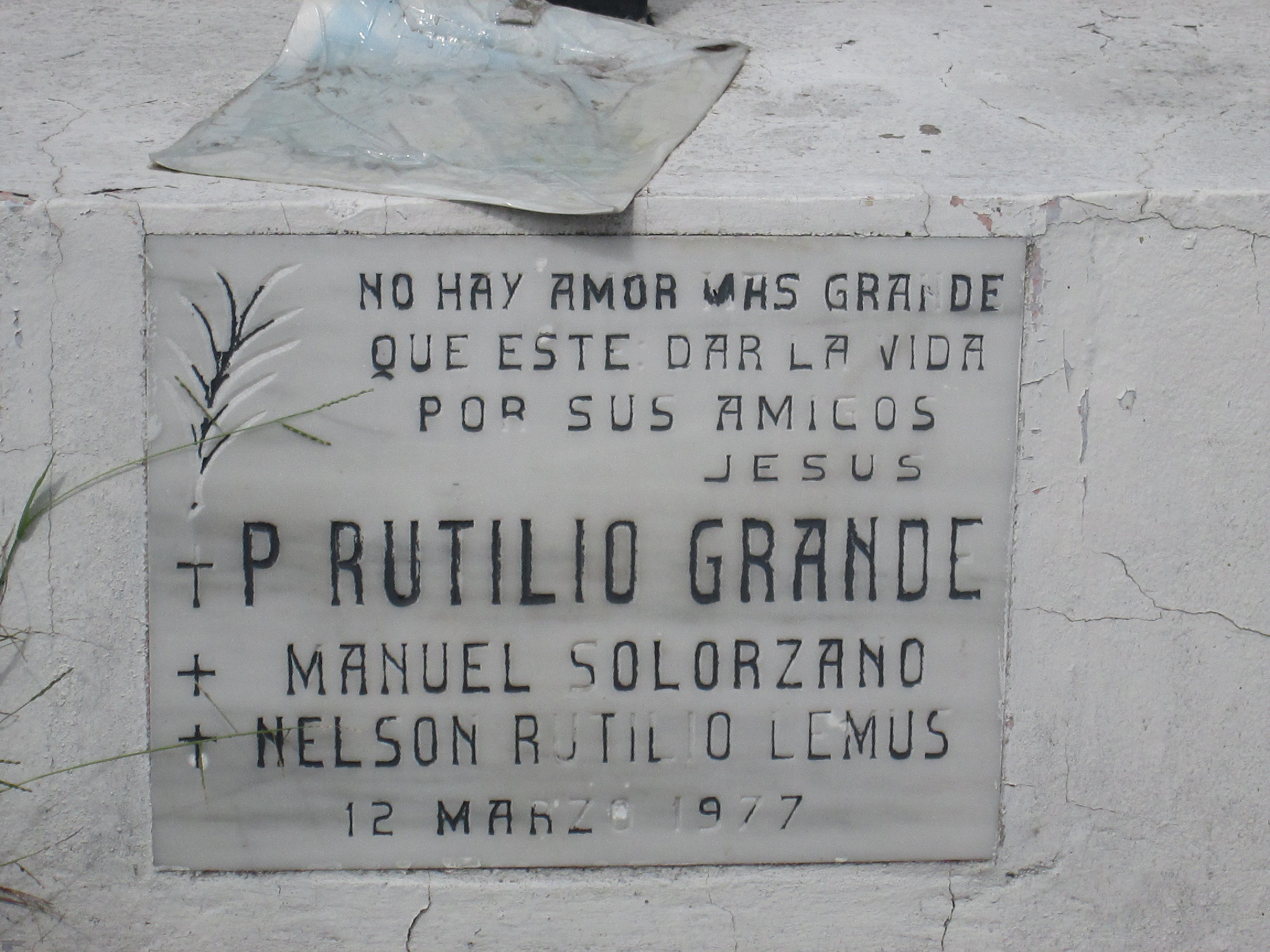
Pamětní deska na místě jeho vraždy

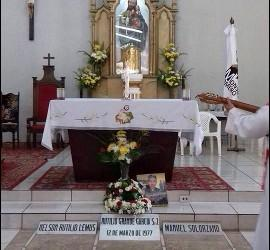
Hrobka bl. Rutilia Grande a jeho společníků před oltářem kostela v El Paisnal

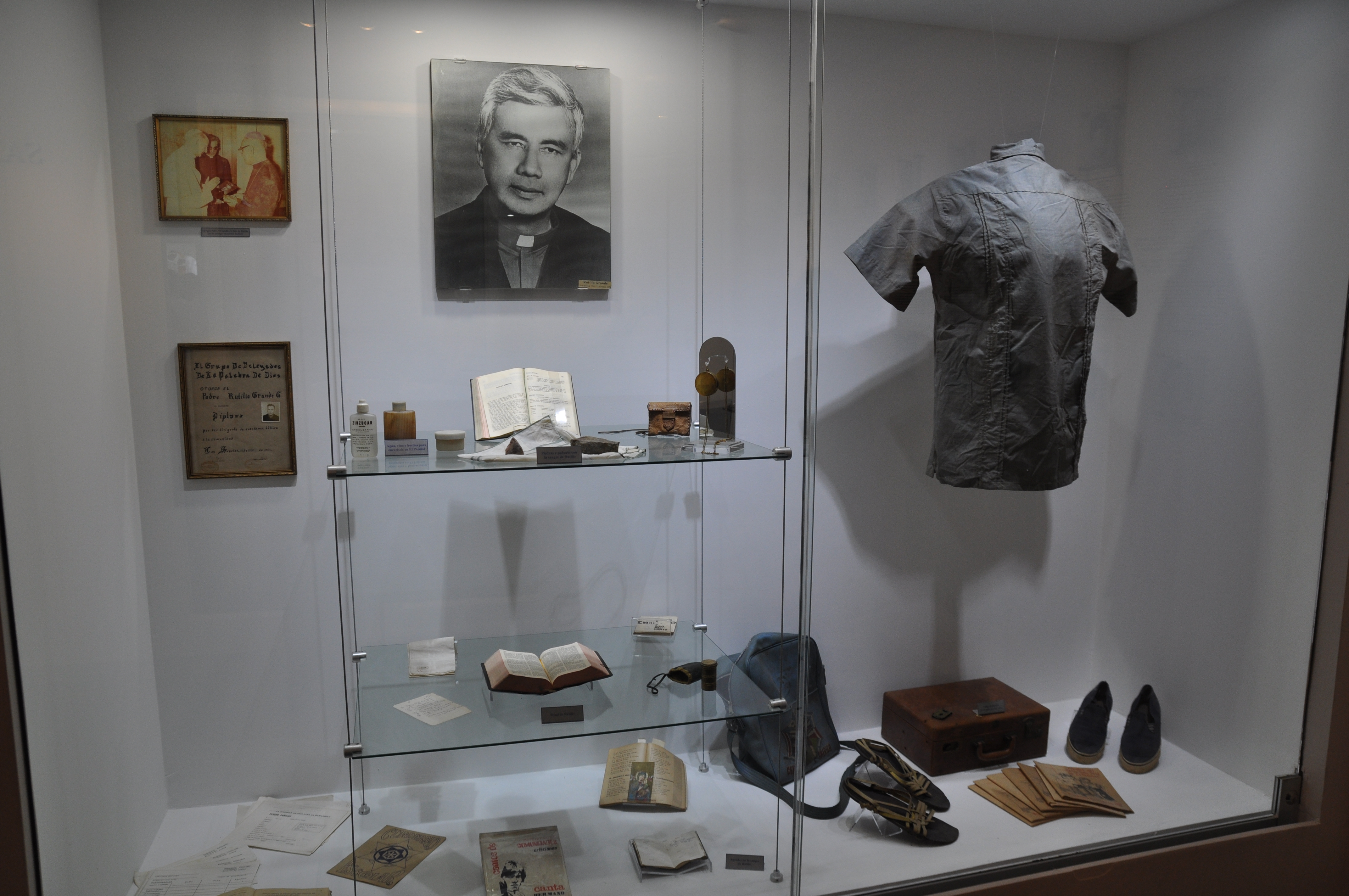
Osobní věci bl. Rutilia Grande v muzejní expozici

Tři roky po jeho smrti byl zavražděn během bohoslužby v San Salvadoru arcibiskup sv. Oscar Romero, se kterým se od studia na semináři znal a přátelil.

## Úcta
Proces jeho blahořečení započal dne 4. března 2014, čímž obdržel titul služebník Boží. Dne 21. února 2020 podepsal papež František dekret o jeho mučednictví, čím odstranil poslední bariéru pro jeho blahořečení.
Samotný akt blahořečení (při kterém byli blahořečeni také dva jeho společníci a kněz Cosma Spessotto) se konal na náměstí Spasitele světa v San Salvadoru dne 22. ledna 2022. Předsedal mu jménem papeže Františka kardinál Gregorio Rosa Chávez.
Jeho památka je připomínána 12. března. Je zobrazován v kněžském rouchu.